# Metaloerh Zaporizja
Metaloerh Zaporizja (Oekraïens: Металург Запоріжжа; Russisch: Металлург Запорожье, Metalloerg Zaporozje) is een Oekraïense voetbalclub uit Zaporizja.

## Geschiedenis
Na een heel aantal seizoenen in de Sovjet-2de klasse slaagde de club erin om te promoveren in 1990 uitgerekend voor het laatste seizoen van de Sovjet-Unie. De club werd 13de.
Het volgende seizoen was Metaloerh medeoprichter van de Oekraïense hoogste klasse. Dat seizoen was de competitie in 2 groepen van 10 verdeeld en werd Metaloerh 5de in groep A. Het volgende seizoen werd de club 7de maar in 1994 ontsnapte men nipt aan de degradatie. In 1996 werd de club 5de en bleef ook de volgende seizoenen telkens in de top 10 eindigen. In 2002 werd de 4de plaats behaald en kon de club voor het eerst proeven van Europees voetbal. Na in de voorronde het Maltese Birkirkara FC onschadelijk gemaakt te hebben verloor de club nipt van het grote Leeds United in de eerste ronde.
Het volgende seizoen werd de club voorlaatste en zou voor het eerst uit de hoogste klasse degraderen ware het niet dat FK Oleksandria failliet ging en zo Metaloerh van degradatie redde. De volgende seizoenen eindigde de club op een veilige afstand van de degradatiezone. In 2006 werden ze 8ste en vervolgens drie seizoenen zevende. In 2011 degradeerde de club maar keerde een jaar later terig op het hoogste niveau.
Eind 2015 ging de club failliet en begin 2016 werd ze uit de competitie genomen. Op 26 maart 2016 werd een doorstart gemaakt vanuit de lokale club Rosso Nero, die in 2009 gestart was als zaalvoetbalteam van een pizzaketen en die ook aan beachvoetbal en mini-voetbal (8 tegen 8) deed. In 2015 kreeg de club aspiraties om in de Droeha Liha te gaan spelen en als Metaloerh Zaporizja werd in 2016 een aanvraag gedaan om daar in het seizoen 2016/17 te starten. In 2019 promoveerde de club naar de Persja Liha dankzij de terugtrekking van Arsenal Kiev uit de competitie. Na het seizoen 2023/24 zou de club degraderen naar de Droeha Liha. Doordat diverse clubs zich terugtrokken, handhaafde Metaloerh zich in de Persja Liha .

## Erelijst
- Oekraïense beker

Finalist: 2006
- Persja Liha

tweede plaats 2012
- Kampioenschap Oekraïense SSR

Winnaar: 1952, 1960, 1970

## Metaloerh in Europa
Uitslagen vanuit gezichtspunt Metaloerh Zaporizja
| Seizoen | Competitie | Ronde | Land                 | Club             | Totaalscore | 1e W    | 2e W    | PUC |
| ------- | ---------- | ----- | -------------------- | ---------------- | ----------- | ------- | ------- | --- |
| 2002/03 | UEFA Cup   | Q     | Vlag van Malta       | Birkirkara FC    | 3-0         | 3-0 (T) | 0-0 (U) | 2.5 |
|         |            | 1R    | Vlag van Engeland    | Leeds United AFC | 1-2         | 0-1 (U) | 1-1 (T) | 2.5 |
| 2006/07 | UEFA Cup   | 2Q    | Vlag van Moldavië    | Zimbru Chisinau  | 3-0         | 0-0 (U) | 3-0 (T) | 2.5 |
|         |            | 1R    | Vlag van Griekenland | Panathinaikos FC | 1-2         | 1-1 (U) | 0-1 (T) | 2.5 |

Totaal aantal punten voor UEFA coëfficiënten: 5.0
Zie ook
- Deelnemers UEFA-toernooien Oekraïne
- Ranglijst van alle clubs die in de diverse Europa Cups zijn uitgekomen

## Bekende (ex-) spelers
- Valentin Iliev
- Taras Stepanenko